# Parantonae hispida
Parantonae hispida är en insektsart som beskrevs av Van Duzee. Parantonae hispida ingår i släktet Parantonae och familjen hornstritar. Utöver nominatformen finns också underarten P. h. nevadensis.